# Мелиса Банк
Мелиса Банк (на английски: Melissa Bank) е американска писателка на произведения в жанра чиклит и разказ.

## Биография и творчество
Мелиса Банк е родена през 1961 г. във Филаделфия, Пенсилвания, САЩ, в еврейско семейство от средната класа. Има по-голям брат и по-малка сестра. Баща ѝ, който е невролог, умира от левкемия в края на 50-те си години. Майка ѝ е преподавателка. Следва в колежа „Хобарт и Уилям Смит“ в Женева, щата Ню Йорк, където получава бакалавърска степен през 1982 г. Премества се в Ню Йорк и работи две години като помощник-редактор. Получава магистърска степен по изкуства от Университета „Корнел“ през 1985 г. и след дипломирането си работи в продължение на 3 години в университета като преподавателка по литература. През 1989 г. отново отива в Ню Йорк и работи в продължение на 9 години като копирайтърка.
В свободното си време започва да пише. Нейни разкази и статии са публикувани в „Чикаго Трибюн“, „Гардиън“, „Космополитън“, „Блясък“ и др. Първият ѝ разказ Lucky You е публикуван през 1989 г. в The North American Review. Носителка е на наградата „Нелсън Алгрен“ от 1993 г. за късометражна художествена литература за разказа „Моят старец“ (My Old Man). Пише първия си роман в продължение на 12 години, като за 2 години прекъсва поради тежка катастрофа с велосипед и получено мозъчно сътресение.
Първият ѝ роман „Лов и риболов за дами“ е издаден през 2000 г. Книгата представлява забавна колекция от свързани истории и портрет на Джейн, жена, маневрираща по пътя си от любов, секс и връзки. Романът става бестселър в списъка на „Ню Йорк Таймс“ и я прави известна. През 2007 г. е екранизиран във филма „Момиче от предградията“ с участието на Сара Мишел Гелар, Алек Болдуин и Маги Грейс.
Вторият ѝ роман „Чудното място“ е издаден през 2005 г. В него е представена историята на младата, трогателно непохватна и безкрайно симпатична Софи Апълбаум, която търси своя път в живота и в любовта.
Преподава в програмата по изкуства в университета „Стони Брук“ в Саутхамптън, щата Ню Йорк.
Мелиса Банк живее в район Челси (Манхатън), Ню Йорк, и във вилата си в Ийст Хамптън.

## Произведения

### Самостоятелни романи
- The Girls' Guide to Hunting and Fishing (1999)
Лов и риболов за дами, изд.: ИК „Обсидиан“, София (2000), прев. Дора Барова
- The Wonder Spot (2005)
Чудното място, изд.: ИК „Обсидиан“, София (2005), прев. Зорница Христова

### Разкази
- The Worst Thing a Suburban Girl Could Imagine (1999)
- Run run run run run run run away (2005)

### Екранизации
- 2007 Момиче от предградията, Suburban Girl – по 2 части от „Лов и риболов за дами“